# Diskontering
Diskontering betegner en omregning af ind- og udbetalinger, der finder sted på forskellige tidspunkter, til beløb på ét bestemt tidspunkt. Som oftest anvendes begrebet til at omregne fremtidige beløb til et tidligere tidspunkt (tilbagediskontering), typisk til nutiden, hvorved fås nutidsværdien af beløbet. Man kan dog også tale om at fremdiskontere et beløb fra et tidligere til et senere tidspunkt, eksempelvis ved at omregne et beløb i dag til et beløb om et bestemt antal år. I så tilfælde bliver resultatet fremtidsværdien af det pågældende beløb.

## Anvendelse
Diskontering bruges i mange forskellige situationer, hvor der skal træffes beslutninger, der får konsekvenser på senere tidspunkter. Det gælder således virksomheders investeringsbeslutninger, hvor et forventet fremtidigt afkast af investeringen skal tilbagediskonteres for at kunne sammenlignes på passende vis med de oprindeligt betalte investeringsomkostninger. Diskontering er også et vigtigt element i samfundsøkonomiske cost-benefit-analyser, f.eks. indenfor miljøøkonomi og ved vurdering af offentlige investeringer i infrastruktur, eksempelvis bygning af broer, motorveje og andre større offentlige anlæg. Indenfor klimapolitik kan diskontering ligeledes anvendes til at afveje værdien af nutidige omkostninger mod formodede fremtidige gevinster.

## Metode
Investerer man en krone i dag til en årlig rente på r %, f.eks. ved at købe en statsobligation eller sætte kronen ind på en rentebærende bankkonto, vil man et år efter have et beløb på (1+r) kroner. Det betyder samtidig, at nutidsværdien af (1+r) kroner om et år er 1 krone. Man skal altså diskontere det fremtidige beløb (1+r) kroner tilbage til nutidsværdien ved (i dette tilfælde) at dividere beløbet med (1+r). Generelt gælder, at
{\displaystyle P={\frac {F}{(1+r)^{t}}},}
hvor F er den betaling, der finder sted t år ude i fremtiden, og P er nutidsværdien af det fremtidige beløb. r betegnes diskonteringsraten (også somme tider kaldt diskonteringsrenten), mens hele brøken {\displaystyle {\frac {1}{(1+r)^{t}}}} betegnes diskonteringsfaktoren. Diskonteringsfaktoren er altså den størrelse, man skal multiplicere et fremtidigt beløb med for at tilbagediskontere det til nutiden, mens diskonteringsraten er den rate, hvormed et fremtidigt beløb mister værdi for hver periode, hvor det tilbagediskonteres (eller den rate, et beløb vokser med, for hver periode, hvor det fremdiskonteres).

## Valg af diskonteringsrate
Som eksemplet ovenfor vises, anvendes ofte en passende rentesats som diskonteringsrate. Hvilken rente der er relevant, vil blandt andet afhænge af risikoen i det pågældende projekt, da forskellene mellem forskellige renter (f.eks. på stats-, realkredit- og virksomhedsobligationer) i høj grad skyldes, at der er en forskellig risikopræmie ved at investere i de nævnte værdipapirer. Ved investeringsprojekter vil man normalt anbefale at anvende en diskonteringsrate svarende til den forrentning, virksomheden kunne tjene ved at investere i et andet aktiv med samme risikoniveau. For et offentligt finansieret projekt vil den relevante diskonteringsrate typisk være den rente, staten (eller en anden offentlig institution) kan låne til.

## Ordets oprindelse
Ordet stammer fra italiensk discontare, der betyder "afdrage". Oprindelig brugtes udtrykket i forbindelse med behandling af veksler. Veksler, der tidligere var et udbredt kreditinstrument, blev ofte solgt til en bank inden indløsningsdatoen for et beløb, der svarede til vekslens pålydende værdi bortset fra et fradrag (diskontoen). Denne proces kaldtes (veksel)diskontering. Nutidsværdien (her lig med handelsværdien) af den pågældende veksel vurderedes altså at være lavere end dens pålydende værdi, som først forfaldt til betaling på et senere tidspunkt. Diskontering af veksler var oprindelig en af bankernes hovedopgaver, jf. navnet på en af Danmarks første private banker: Fyens Disconto Kasse. Danmarks Nationalbanks nuværende pengepolitiske rente diskontoen har også sit navn fra denne oprindelige betydning, selvom rentesatsen i dag intet har med vekselforretninger at gøre. Ligeledes stammer det engelske ord discount ("rabat"), som på dansk genfindes i ord som discountbutik og discountselskab, fra denne praksis med at give et nedslag i en veksels pålydende værdi ved overdragelsen.